# Testware
Unter Testmittel oder Testware (als Kunstwort aus Testing und Software) versteht man Dokumente und (Software-)Werkzeuge, die bei einem Software-Testprozess verwendet bzw. generiert werden. Unter anderem fallen darunter Werkzeuge für das Anforderungsmanagement (z. B. DOORS), das Fehlermanagement, das Konfigurationsmanagement und die eigentliche Testdurchführung.